# Итинохэ, Сэйтаро
Сэйтаро Итинохэ (яп. 一戸 誠太郎 ; род. 25 января 1996 года) — японский конькобежец, специализирующийся на длинных дистанциях. Серебряный призёр чемпионата мира на отдельных дистанциях 2020 года в командной гонке, бронзовый призёр чемпионата мира 2020 года в классическом многоборье. Участник Олимпийских игр 2018 года на дистанции 5000 метров (9 место) и в командной гонке (5 место).

## Биография
Сэйтаро Итинохэ начал кататься на коньках под руководством своего отца в возрасте 3-х лет, а в 8 лет занялся конькобежным спортом во время обучения в школе Бихоро Китанака. В 2011 году поступил в среднюю школу Ямагата Тюо. Изначально он специализировался в беге на длинные дистанции, но когда учился в колледже, то тренировался с Нао Кодайрой и преуспел на дистанции 1000 метров.
В сезоне 2011/12 Сэйтаро дебютировал на Кубке мира среди юниоров, на взрослом чемпионате Японии и участвовал на зимних юношеских Олимпийских играх в Инсбруке, где стал 2-м в забеге на 3000 м и в масс-старте, а также 3-м на 1500 м. В октябре 2012 года стал серебряным призёром в забеге на 3000 м на Всеяпонском чемпионате, а через год и на 5000 м. В январе 2014 года на чемпионате мира среди юниоров в Бьюгне с партнёрами поднялся на 2-е место в командной гонке, а в 2015 году на 3-е место  в Варшаве.
В декабре 2016 года Сэйтаро стал бронзовым призёром чемпионата Японии в многоборье, в феврале 2017 года участвовал на зимней Универсиаде в Алма-Ате и занял 2-е место в забеге на 5000 м и стал чемпионом в масс-старте.  Через 2 недели на 8-х зимних Азиатских играх в Саппоро завоевал две бронзы на дистанциях 5000 м и 10 000 м. В декабре 2017 года он выиграл забег на 5000 м и прошёл Олимпийскую квалификацию. В феврале 2018 года дебютировал на зимних Олимпийских играх в Пхёнчхане, где занял 5-е место в командной гонке и 9-е в беге на 5000 м.
В сезоне 2018/19 Сэйтаро Итинохэ выиграл чемпионат Японии на дистанциях 1500 м, 5000 м и в масс-старте, а также командную гонку на Кубке мира в польском Томашуве-Мазовецком. На дебютном чемпионате мира на отдельных дистанциях в Инцелле он был близок к подиуму, но стал 4-м в командной гонке и в забеге на 1500 м, а также 5-м в масс-старте. В сезоне 2019/20 стал чемпионом Японии в классическом многоборье. В феврале 2020 года завоевал серебро в командной гонке на чемпионате мира в Солт-Лейк-Сити.
В марте на чемпионате мира в классическом многоборье в Хамаре завоевал бронзовую медаль и стал первым японским конькобежцем призёром чемпионата мира в классическом многоборье. Во-время пандемии коронавируса Итинохэ участвовал в национальном чемпионате 2020 и 2021 года, выиграв при этом дважды дистанцию 5000 м и один раз 1500 м. В 2022 году он участвовал на зимних Олимпийских играх в Пекине и занял 8-е место в масс-старте, 10-е 1500 м и 12-е на 5000 м.
В 2023 году на очередном чемпионате мира на отдельных дистанциях в Херенвене стал 6-м в забеге на 5000 м и занял 5-е место в командной гонке. В 2024 году выиграл чемпионат Японии на дистанциях 5000 м и 10 000 м. В январе 2024 на чемпионате 4-х континентов в Солт-Лейк-Сити стал 2-м в командной гонке. В феврале на чемпионате мира в Калгари занял 12-е место в беге на 5000 м и 23-е на 1500 м.

## Спортивные достижения
| Год  | Чемпионат мира многоборье | ЧМ на отдельных дистанциях                 | Олимпийские игры             | ЧМ среди юниоров        |
| ---- | ------------------------- | ------------------------------------------ | ---------------------------- | ----------------------- |
| 2014 |                           |                                            |                              | 15e (19e, 22e, 22e, 6e) |
| 2015 |                           |                                            |                              | 12e 1500 м 9e 5000 м    |
|      |                           |                                            |                              |                         |
| 2018 |                           |                                            | 9e 5000 м 5e командная гонка |                         |
| 2019 |                           | 4e 1500 м 5e масс-старт 4e командная гонка |                              |                         |
| 2020 | · (, 8e, ,                | 6e 1500 м · 14е 5000 м · командная гонка   |                              |                         |

## Награды
- 2012 год - награжден почётной наградой Бихоро в Японии.
- 2013 год - получил спортивную почётную награду префектуры Ямагата.
- 2014 год - удостоен премии спортивной славы префектуры Ямагата в Японии.
- 2017 год - удостоен награды "Лучший фигурист" от Ассоциации конькобежцев Нагано в Японии
- 2018 год - получил почётную награду гражданина Нагано в Японии.

## Личная жизнь
Сэйтаро Итинохэ окончил Университет Синсю в Мацумото. Он офисный работник.